# Leichtathletik-Weltmeisterschaften 2022/Teilnehmer (Hongkong)
| Gelbes Symbol für Goldmedaillen mit stilisierten Olympischen Ringen | Graues Symbol für Silbermedaillen mit stilisierten Olympischen Ringen | Braundes Symbol für Bronzemedaillen mit stilisierten Olympischen Ringen |
| ------------------------------------------------------------------- | --------------------------------------------------------------------- | ----------------------------------------------------------------------- |
| —                                                                   | —                                                                     | —                                                                       |

Der Leichtathletikverband Hongkongs nahm mit einer Athletin an der Leichtathletik-Weltmeisterschaften 2022 in Eugene teil.

## Ergebnisse

### Frauen

#### Laufdisziplinen
| Athlet        | Disziplin | Vorlauf | Vorlauf | Halbfinale | Halbfinale | Finale    | Finale |
| Athlet        | Disziplin | Zeit    | Platz   | Zeit       | Platz      | Zeit      | Platz  |
| ------------- | --------- | ------- | ------- | ---------- | ---------- | --------- | ------ |
| Yiu Kit Ching | Marathon  |         |         |            |            | 2:43:13 h | 29     |